# پاتریک کالینز (بازیکن فوتبال)
پاتریک کالینز (انگلیسی: Patrick Collins؛ زادهٔ ۴ فوریهٔ ۱۹۸۵) بازیکن فوتبال اهل بریتانیا است.
از باشگاه‌هایی که در آن بازی کرده‌است می‌توان به باشگاه فوتبال شفیلد ونزدی، باشگاه فوتبال سوئیندون تاون، باشگاه فوتبال دارلینگتون، باشگاه فوتبال آکسفورد یونایتد، و باشگاه فوتبال ساندرلند اشاره کرد.
وی همچنین در تیم‌های ملی فوتبال زیر ۱۷ سال انگلستان، زیر ۱۸ سال انگلستان، زیر ۱۹ سال انگلستان، و زیر ۲۰ سال انگلستان بازی کرده‌است.